# Saab 95

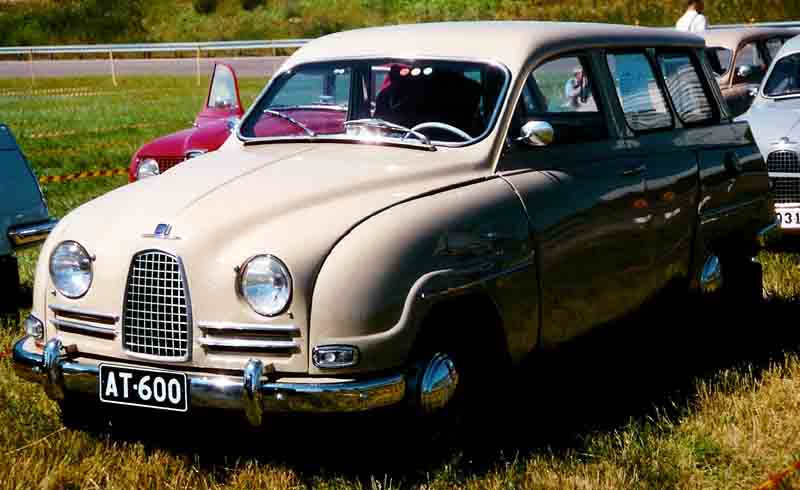
SAAB 95

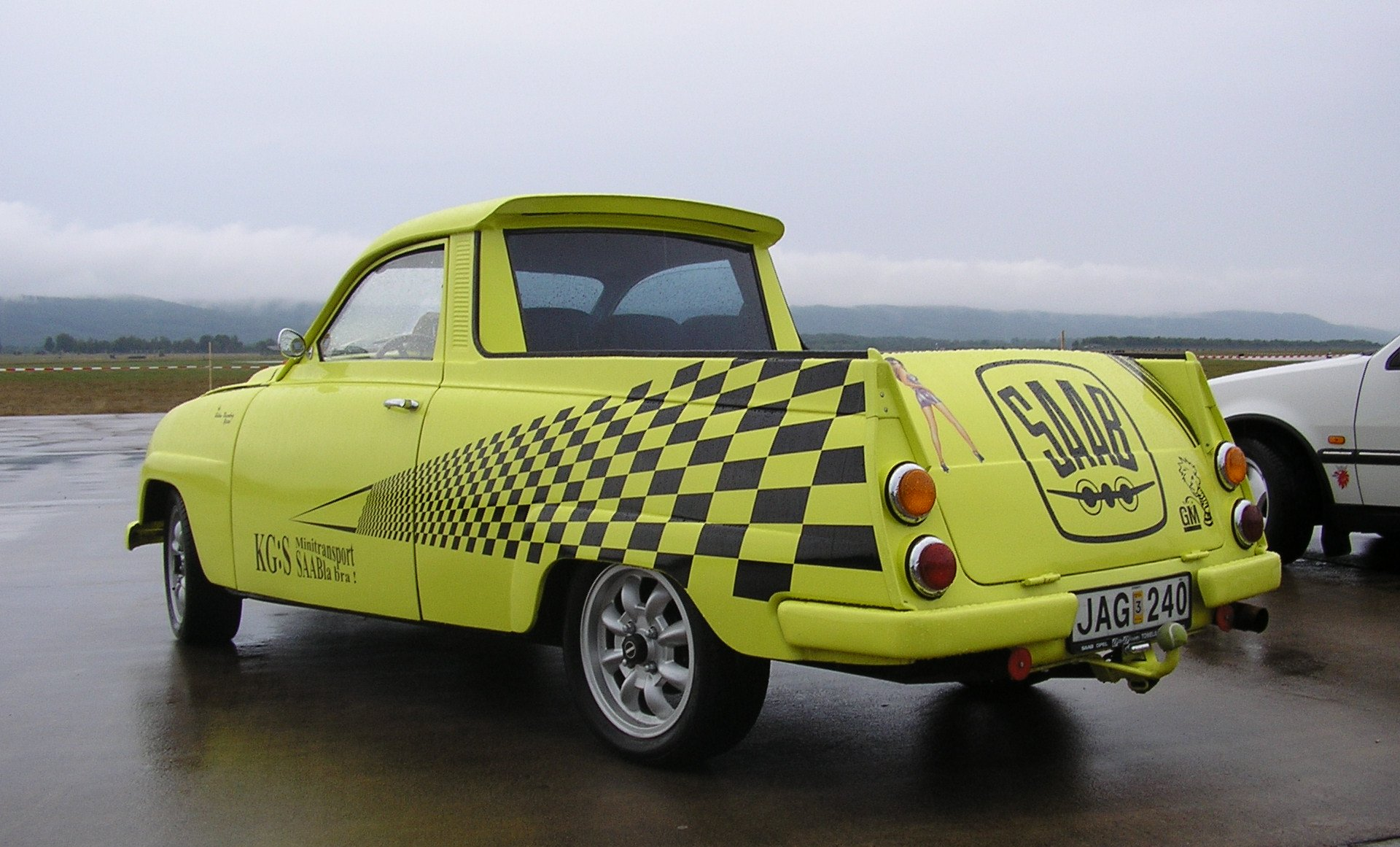
Custom Saab 95 pick-up.

De Saab 95 was een tweedeurs zevenpersoons stationwagen gemaakt door Saab. Aanvankelijk gebaseerd op de Saab 93 sedanversie, maar de ontwikkeling van het model volgde zeer nauw die van de Saab 96 daar de productie van de 93 beëindigd werd in 1960. De 95 werd geïntroduceerd in 1959, maar omdat er toen slechts veertig werden gemaakt, wordt 1960 als start van de productie gerekend.
De eerste motor was een 841 cc driecilinder-tweetaktmotor, maar vanaf 1967 kwam de 95 met de viertakt-viercilinder-Ford Taunus V4-motor, zoals ook gebruikt in de Saab 96, de Saab Sonett V4, de Saab Sonett III en de Duitse Ford Taunus. De 95 had een versnellingsbak met vier versnellingen en een naar achteren gerichte derde bank. Deze bank kwam met het model voor 1976 te vervallen. De productie werd gestopt in 1978, totaal zijn 110527 stuks gemaakt.
Voor een beperkt aantal markten (Noorwegen, Denemarken) was een speciale exportversie beschikbaar, een bestelwagen zonder achterbank en zijruiten. Door privépersonen en bedrijven zijn ook pick-up-versies gemaakt.

## Trivia
- In 1961, finishte Erik Carlsson als vierde in de Monte Carlo Rally in een tweetakt 95.
- In de film The Arrival uit 1996 rijdt de hoofdpersoon (Charlie Sheen) in een Saab 95.
- Robbie Williams gebruikte in 2005 een Saab 95 in de videoclip bij Tripping.